# Большая Красная Глинка
Большая Красная Глинка  (Б. Красная Глинка) — починок (по данным на 1920 год — посёлок), вошедший в 1940‑х гг. в черту рабочего посёлка Черниковка Уфимского района Башкирской АССР РСФСР. Ныне территория города Уфы.

## География
Находился на берегу реки Белая

## Географическое положение
По данным на 1926 год расположен был в 2 верстах от центра волости — деревни Степановка (Вишнёвый Холм).

## История
Основан в 1870‑е гг. на купленных у частных владельцев землях на территории Уфимского уезда переселенцами из Уфимской и Вятской губерний.
Во время переписи 1920 года входил в Богородскую волость
После октября 1922 года относился к Степановской волости Уфимского кантона.
К 1940‑м гг. относился к Степановскому сельсовету Уфимского района.

## Население
В 1896 в 6 дворах проживало 20 человек, в 1906 — 32; в 1917 году — 33 русских (Роднов, 2014); в 1920 — в 8 домах проживало 49 человек (по подсчётам Роднова — 47, включая хутор Горшкова), преимущественно русские (по Роднову — все русские), из них 26 мужчин, 23 женщины (Населённые пункты Башкортостана, 1926, в нём хутор Горшкова не упоминается); в 1925 году — 7 дворов, число жителей не указано (Указ. соч.); в 1939 — 52 жителя.

## Инфраструктура
Личное подсобное хозяйство с зоной сельскохозяйственного использования, индивидуальная застройка усадебного типа.
Жители занимались земледелием, отходничеством в городе Уфе.

## Транспорт
Новоалександровское шоссе.